# タボン・ウィルソン
タボン・ウィルソン（Tavon Wilson 1990年3月19日- ）はワシントンD.C.出身のアメリカンフットボール選手。現在NFLのサンフランシスコ・フォーティナイナーズに所属している。ポジションはセイフティ。

## 経歴
イリノイ大学、メリーランド大学、ボストンカレッジ、ミシガン州立大学からリクルーティングを受けた彼はイリノイ大学に進学した。1年次の2008年は、スペシャルチームとディフェンスで11試合に出場、11タックルをあげた。2年次の2009年は、74タックルをあげた。3年次の2010年、シーズン開幕前にコーナーバックからセイフティにコンバートされ、全13試合に先発出場し、48タックル、1インターセプト、2ファンブルリカバーをあげて、ビッグ・テン・カンファレンスのオールチームに選ばれた。4年次の2011年は、81タックルをあげて、この年もカンファレンスのオールチームに選ばれた。
NFLスカウティング・コンバインに招待されず、ドラフト前にほとんど話題にならなかったが、2012年のNFLドラフト2巡でニューイングランド・ペイトリオッツに指名された。テネシー・タイタンズとの開幕戦でジェイク・ロッカーのパスをインターセプトした。1年目の2012年は41タックル、4インターセプトをあげた。
2013年、第5週から第7週までの3試合をハムストリングを痛めたため欠場した。第16週のボルチモア・レイブンズ戦で74ヤードのインターセプトリターンTDをあげた。